# Astragalus sheriffii
Astragalus sheriffii är en ärtväxtart som beskrevs av Dieter Podlech. Astragalus sheriffii ingår i släktet vedlar, och familjen ärtväxter. Inga underarter finns listade i Catalogue of Life.